# Гадинковцы
Гадинковцы (укр. Гадинківці) — село в Копычинецкой городской общине Чортковского района Тернопольской области Украины.
До 2020 года входило в Гусятинский район.
Код КОАТУУ — 6121682401. Население по переписи 2001 года составляло 1046 человек.

## Географическое положение
Село Гадинковцы находится на берегу реки Ничлавка, в месте впадения в неё рек Жабий Поток и Оришка,
выше по течению на расстоянии в 1 км расположены сёла Теклевка и Оришковцы,
ниже по течению примыкает село Швайковцы.
Рядом проходит железная дорога, станция Гадинковцы.

## История
- 1648 год — дата основания.
- В 1964 году переименовано в село Комсомольское.
- В 1990 году селу вернули историческое название[2].

## Объекты социальной сферы
- Школа I—II ст.
- Дом культуры.
- Фельдшерско-акушерский пункт.

## Достопримечательности
- Братская могила советских воинов.
- Мельница водяная.

## Известные жители и уроженцы
- Григорий Хомишин (1867—1947) — епископ и блаженный Украинской грекокатолической церкви.